# Cascade de la Charabotte
La cascade de Charabotte est une chute d'eau haute de plus de 115 m et située dans le massif du Bugey, sur le territoires des communes de Plateau d'Hauteville et de Chaley, dans le département de l'Ain et dans le massif du Jura.

## Géographie
La chute d'eau est alimentée par l'Albarine, rivière qui prend sa source à Brénod et parcourt le val d'Hauteville jusqu'au Golet du Thioux où se situe la cascade de Charabotte. Elle est la plus haute des cascades de l'Albarine et elle marque le début des gorges de l'Albarine. « Ce site est classé depuis 1909 comme « monument naturel de caractère artistique ». Depuis 2002, les falaises des gorges de l’Albarine sont protégées afin de préserver l’habitat d'oiseaux comme le grand corbeau ou le faucon pèlerin »et d'animaux comme le lynx et le chamois.